# Silk Sonic
Silk Sonic — американский R&B-дуэт, состоящий из артистов Бруно Марса и Андерсона Пака. Дуэт выпустил дебютный сингл «Leave the Door Open» в марте 2021 года. В июле состоялся релиз песни «Skate», за которым, в ноябре, последовал выпуск третьего сингла «Smokin Out the Window» и дебютного альбома An Evening with Silk Sonic. Пластинка достигла 2-го места в американском чарте Billboard 200, а все три её сингла вошли в двадцатку лучших хит-парада Billboard Hot 100, при этом «Leave the Door Open» провёл 18 недель в первой десятке, две из них — на первом месте. Впоследствии эта песня получила четыре премии «Грэмми», в том числе в категориях «Запись года» и «Песня года».

## История группы
В 2017 году Андерсон Пак гастролировал с Бруно Марсом, выступая на разогреве во время европейской части его концертного турне 24K Magic World Tour. В апреле Марс и Пак вновь пересеклись вместе на студии Эбби-Роуд, где записывались под руководством Найла Роджерса и Гая Лоуренса для альбома группы Chic It’s About Time. Также, во время гастролей Марса они совместно поработали над музыкой, которая позже появилась на пластинке Пака Ventura. На фоне всех этих событий музыканты решили сформировать дуэт, первоначально без далекоидущих планов.
26 февраля 2021 года Марс объявил, что они с Паком сформировали группу, также особо подчеркнув: «[Silk Sonic] засели [в студии] и записали пластинку». В пресс-релизе было объявлено, что название для дуэта предложил музыкант Бутси Коллинз — поделившись впечатлениями после прослушивания их альбома. «Leave the Door Open», ведущий сингл дебютной пластинки, был выпущен 5 марта, наряду с песней «Silk Sonic Intro», записанной при участии Бутси Коллинза. Телевизионный дебют группы состоялся на 63-й церемонии премии «Грэмми», где музыканты исполнили песню «Leave the Door Open», а также своеобразный музыкальный трибьют музыканту Литтл Ричарду, состоящий из его песен «Long Tall Sally» и «Good Golly, Miss Molly».
Дуэт выступил на церемонии вручения наград iHeartRadio Music Awards 2021 года, исполнив «Leave the Door Open». В том же году Silk Sonic были признаны лучшей группой на церемонии BET Awards.
28 июля Марс анонсировал специальное мероприятие Silk Sonic под названием «Summertime Jam». В честь этого концерта был выпущен новый сингл, «Skate», а также снятое под него музыкальное видео.
8 октября, в день 36-летия Марса, группа объявила, что релиз альбома перенесен на 12 ноября.
1 ноября появилась новость, что третий сингл Silk Sonic, «Smokin Out the Window», выйдет 5-го числа, за неделю до релиза их дебютной пластинки. 21 ноября дуэт исполнил песню «Smokin 'Out the Window» на церемонии American Music Awards, помимо этого выиграв в категории «Любимая песня в жанре R&B».
19 января 2022 года было объявлено, что дуэт проведет серию выступлений на концертной площадке Park MGM в Лас-Вегасе. 3 февраля стало известно, что Silk Sonic появятся в видеоигре Fortnite. 14 февраля дуэт выпустил кавер-версию песни «Love’s Train» группы Con Funk Shun.

## Музыкальный стиль
Музыкальный стиль Silk Sonic включает такие жанры, как R&B, соул, фанк, поп, смус-соул, фанк-поп, а также элементы диско. Публицист из The Ringer так описал звук An Evening with Silk Sonic's: «Несмотря на то, что он стилизован под ретро-музыку 1960–70-х годов, это не ностальгическая запись, а скорее сплав: фанка, рэпа и R&B, как они звучали ещё в 2000-х». Рецензент из Sputnikmusic назвал альбом «богатым и аутентичным, базирующимся на беспроигрышной комбинации ностальгии по фанку 70-х и люксовости современного студийного продакшена. Результат „An Evening With Silk Sonic“ оправдывает ожидания: он сексуальный, очень плавный и излучает уверенность и харизму».

## Участники
- Бруно Марс – вокал, продюсирование, гитара, фортепиано, конга (2021 – настоящее время)
- Андерсон Пак – вокал, ударные, продюсирование (2021 – настоящее время)

## Дискография

### Студийные альбомы
| Название                   | Информация | Высшая позиция | Высшая позиция | Высшая позиция | Высшая позиция | Высшая позиция | Высшая позиция | Высшая позиция | Высшая позиция | Высшая позиция |
| Название                   | Информация | US             | AUS            | CAN            | FRA            | IRE            | NLD            | NZ             | SWI            | UK             |
| -------------------------- | --- | -------------- | -------------- | -------------- | -------------- | -------------- | -------------- | -------------- | -------------- | -------------- |
| An Evening with Silk Sonic | - Дата: 12 ноября 2021 - Лейбл: Atlantic, Aftermath - Формат: CD, LP, цифровая дистрибьюция, потоковое мультимедиа | 2              | 4              | 3              | 12             | 5              | 4              | 3              | 5              | 9              |

### Синглы
| Название                                                                       | Дата | Высшая позиция | Высшая позиция | Высшая позиция | Высшая позиция | Высшая позиция | Высшая позиция | Высшая позиция | Высшая позиция | Высшая позиция | Высшая позиция | Сертификация                                                                            | Альбом                     |
| Название                                                                       | Дата | US             | AUS            | CAN            | FRA            | IRE            | NLD            | NZ             | SWI            | UK             | WW             | Сертификация                                                                            | Альбом                     |
| ------------------------------------------------------------------------------ | ---- | -------------- | -------------- | -------------- | -------------- | -------------- | -------------- | -------------- | -------------- | -------------- | -------------- | --------------------------------------------------------------------------------------- | -------------------------- |
| «Leave the Door Open»                                                          | 2021 | 1              | 10             | 9              | 26             | 18             | 13             | 1              | 23             | 20             | 2              | - RIAA: 2× Platinum - ARIA: Gold - BPI: Silver - MC: Platinum - NVPI: Gold - RMNZ: Gold | An Evening with Silk Sonic |
| «Skate»                                                                        | 2021 | 14             | 32             | 19             | 166            | 48             | 61             | 12             | 74             | 45             | 18             |                                                                                         | An Evening with Silk Sonic |
| «Smokin Out the Window»                                                        | 2021 | 5              | 8              | 10             | 150            | 11             | 31             | 4              | 92             | 12             | 12             |                                                                                         | An Evening with Silk Sonic |
| «—» denotes a single that did not chart or was not released in that territory. |      |                |                |                |                |                |                |                |                |                |                |                                                                                         |                            |

### Промосинглы
| Название           | Год  | Высшая позиция | Высшая позиция | Высшая позиция | Альбом                     |
| Название           | Год  | US Bub.        | NZ             | WW             | Альбом                     |
| ------------------ | ---- | -------------- | -------------- | -------------- | -------------------------- |
| «Silk Sonic Intro» | 2021 | 14             | —              | 176            | An Evening with Silk Sonic |

### Прочие песни
| «Fly as Me»                                                                    | 2021 | 81 | 93 | 51 | 75 | — | 49 | 92  | An Evening with Silk Sonic |
| «After Last Night» (with Thundercat and Bootsy Collins)                        | 2021 | 68 | 92 | —  | —  | — | —  | 78  | An Evening with Silk Sonic |
| «Put on a Smile»                                                               | 2021 | 78 | —  | —  | —  | — | —  | 103 | An Evening with Silk Sonic |
| «777»                                                                          | 2021 | —  | —  | —  | —  | — | —  | 132 | An Evening with Silk Sonic |
| «Blast Off»                                                                    | 2021 | 73 | 95 | —  | —  | — | —  | 74  | An Evening with Silk Sonic |
| «Love's Train»                                                                 | 2022 | —  | —  | —  | —  | — | —  | —   | An Evening with Silk Sonic |
| «—» denotes a single that did not chart or was not released in that territory. |      |    |    |    |    |   |    |     |                            |